# Сухонос, Владимир Трофимович
Владимир Трофимович Сухонос (род. 14 марта 1926, Владивосток, Дальневосточный край) — машинист крана, Герой Социалистического Труда (1971).

## Биография
Участник Великой Отечественной войны.
С 1965 года машинист крана и бульдозерист Каспийского горно-металлургического комбината в Мангистау.
С 1981 года — помощник машиниста экскаватора, машинист роторного экскаватора и на других работах.
Награждён тремя орденами.